# Chambave
Chambave ist eine italienische Gemeinde mit 869 Einwohnern (Stand 31. Dezember 2023) in der Region Aostatal. Die Gemeinde liegt ca. 18 km östlich von der Stadt Aosta. Chambave liegt auf der orographisch linken Seite der Dora Baltea. Die Gemeinde liegt auf einer Höhe von 480 m s.l.m. und hat eine Ausdehnung von 21 km². Höchster Punkt der Gemeinde ist der Mont Avic mit einer Höhe von 3006 m s.l.m.
Chambave besteht aus den Ortsteilen Arlier, Cesséyaz, Champlan, Chandianaz, Clapey, Croux, Fosses, Goillaz, Grenellaz, Guichet, Jovençanaz, Meyaz, Margnier, Montcharey, Ollières, Parléaz, Perret, Pilliolet, Plantaz, Poyaz, Praz, Promassaz, Protorgnet, Ronchère, Septumian, Tercy, Thuy, Valléry und Verthuy.
Die Nachbargemeinden sind Champdepraz, Fénis, Pontey, Saint-Denis und Verrayes.
Der Schutzpatron ist Laurentius von Rom dessen Fest am 7. April begangen wird.
Chambave ist eine der bedeutendsten Weinbaugemeinden des Aostatals (→ Weinbau in Italien) und ist berühmt für seine Muskateller Weine.
Während der Zeit des Faschismus trug das Dorf den italianisierten Namen Ciambava.

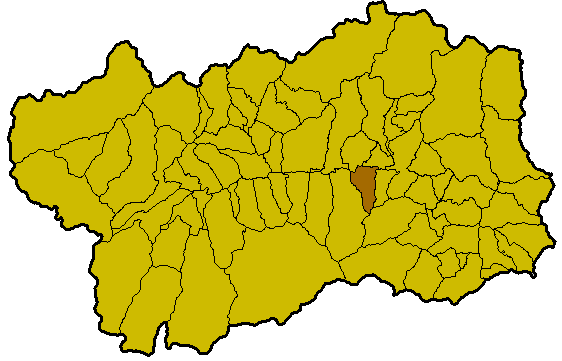
Lage von Chambave in der Region Aosta